# Kurt Kölsch
Kurt Kölsch (* 10. Juni 1904 in Kaiserslautern; † 29. Juli 1968 in Neustadt an der Weinstraße) war ein deutscher Politiker der NSDAP und Schriftsteller. Er war der Gaukulturwart des Gaues Westmark.

## Leben
Kölsch wurde an der Lehrerbildungsanstalt Kaiserslautern unter Ernst Christmann ausgebildet und bestand seine Staatsprüfung 1924. In seiner Jugend war er zunächst in der DVP, dann in der völkischen Bewegung aktiv. Dort engagierte er sich im Völkischen Block. Als Lehrer in der Pfalz wurde er mit Josef Bürckel vertraut, der ihn 1930 in die NSDAP-Rheinpfalz und den Nationalsozialistischen Lehrerbund einführte. Zum 1. August 1930 trat Kölsch der NSDAP bei (Mitgliedsnummer 289.613). Bereits im Dezember wurde er von Bürckel zum Leiter der Abteilung Rasse und Kultur ernannt.
Er engagierte sich in der NSZ Rheinfront und war Autor des Völkischen Beobachters. Ebenfalls betätigte er sich als Dichter; war Vorsitzender des Literarischen Vereins der Pfalz. Er stieg rasch auf und wurde vom Lehramt beurlaubt, um als Kulturgauwart zu agieren. Ihm unterstand der Kampfbund für deutsche Kultur, die Reichsverband Deutsche Bühne, die NS-Kulturgemeinde, Kraft durch Freude und die Reichskulturkammer. Außerdem war er Mitbegründer der Zeitschrift Die Westmark, Monatsschrift für deutsche Literatur (Neustadt an der Weinstraße, 1933).
Daneben war er Referent bei der Landesstelle Saarpfalz des Reichsministeriums für Volksaufklärung und Propaganda, Leiter des Kampfbundes für deutsche Kultur der Westmark, Vorsitzender des Volksbildungsverbandes Saarpfalz, Landesleiter des Volksbundes für das Deutschtum im Ausland sowie Landesleiter der Reichsschrifttumskammer.
Nach dem Zweiten Weltkrieg arbeitete er zunächst als Wingertschütz, wurde dann aber wieder als Lehrer eingestellt; bis zu seinem Tode leitete er die Volksschule zu Haardt an der Weinstraße. Nebenbei betätigte er sich als Schriftsteller, der sich vornehmlich der Mundart verschrieben hatte. Zudem war er als Lokalpolitiker der SPD aktiv.

## Auszeichnungen und Preise
- Kurt-Faber-Preis 1944[3]
- Pfälzischer Mundartdichterwettstreit 1964

## Werke (Auswahl)
- mit Rupert Rupp (Hrsg.): Stimme der Westmark: Eine Auslese pfälzische-saarländischer Dichtung. NSZ-Verlag, Neustadt a. d. Haardt 1934.
- Lob der Heimat: Gedichte. Hausen Verlagsgesellschaft, Saarlouis 1935.
- Spiele und Rufe. Hausen Verlagsgesellschaft, Saarlouis 1936.
- Der Trifels: Balladen. Hausen Verlagsgesellschaft, Saarlautern 1938.
- Galiziendeutsche Heimkehr: Ein Tagebuch. Westmark-Verlag, Neustadt 1940.
- Schöpferische Westmark : Reden, Aufsätze, Gedichte. Westmark-Verlag, Neustadt 1940.
- Rufer der Westmark. Für Gauleiter Josef Bürckel, Gedicht, veröffentlicht 1941 in den Mitteilungsblättern des Reichsarbeitsdienstes[4]
- Ausfahrt und Heimkehr: Gedichte und Balladen. Kraft, Karlsbad/Leipzig 1942.
- Mitten im Kriege. Verlag Deutsche Volksbücher, Stuttgart 1944.
- Sternbild der Leier. Gedichte aus 7 Jahren. Kessler-Verlag, Mannheim 1954.
- Pälzer Bauregaarte: Die Mundartgedichte des Peter Luginsland. Hünenburg-Verlag, Stuttgart 1956.
- mit Oskar Bischoff: Pälzer Hausschadull: Gedichte in Mundart. Der literarische Verein der Pfalz, Landau 1963.
- Der grüne Kantor: Gedichte aus dem letzten Jahrzehnt. Pfälzische Verlagsanstalt, Neustadt an der Weinstraße 1968.